# Ignacio Celaya
Ignacio Celaya (n. 17 de octubre de 1980 en Ordóñez, Córdoba, Argentina) es un experimentado defensor surgido de las inferiores de Brown de Arrecifes y con pasado en Atlético de Rafaela, donde jugó en Primera. Actualmente juega en Santamarina de Tandil.

## Clubes
| Club                  | País      | Año       |
| --------------------- | --------- | --------- |
| Atlético de Rafaela   | Argentina | 2001-2008 |
| Deportivo Morón       | Argentina | 2008-2009 |
| Los Andes             | Argentina | 2009-2011 |
| Santamarina de Tandil | Argentina | 2011-     |